# クナル州
クナル州（クナルしゅう、ペルシア語: کنر）は、アフガニスタン東部の州である。クナル州の面積は4926平方キロメートル（34州中28位）、総人口は約43万人（34州中23位）、人口密度は87人/平方キロ（34州中9位）である。州都はアサダーバード。

## 地理
同州とその周辺のアフガニスタン東部の歴史的アラコシアに相当する領域は、地理的な「パシュトゥーニスタン」と呼ばれている。
州内をクナール川が南へと流れる。ヒンドゥークシュ山脈の山懐に抱かれたクナール渓谷は、山奥の森林に覆われた地域である。ジャラーラーバードとチトラルの間にある交通の要衝である。
クナール州はアフガニスタン武装勢力の有力な拠点となってきた。険峻な天然の要害で，洞穴が縦横に走り，なかば自立しているパキスタンの北西辺境州のトライバル・エリア（FATA）と国境を接しているクナール州は，武装勢力の格好の拠点となる特徴を備えている。米軍の兵士の間では，クナール州は「敵の本丸」とも囁かれた。

## 歴史

### 青銅器時代・古代

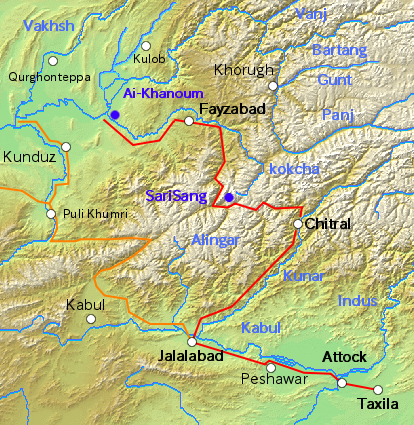
インダス川とアムダリヤ川をつなぐ古代の道路

古代のインダス文明はメソポアミア・ハラッパー路を通じて、金などの貴金属や木材をメソポタミア文明に輸出していた。ガンダーラの首都はパキスタンのタキシラにあり、ジャララバードからクナール川沿いの渓谷をチトラルまで登ってバダフシャーン州のコクチャ川に至り、川沿いの渓谷を下ってタハール州に入りパンジ川に達する古道は、ヒンドゥークシュ山脈を越えてアムダリヤ川に達する重要な街道の1つだった。

### 冷戦時代
ソ連の侵攻による内戦中には，クナール作戦とマラヴァル峠の戦いが展開された。

### アメリカ同時多発テロ事件以降
近年の米軍とNATOの干渉による衝突アフガニスタン紛争 (2001年-2021年)においても、アフガニスタンの東部山岳地帯にありがちなように，武力衝突に関わっているグループは，その勢力や目的がかなり多様である。アフガニスタン人によって構成されているターリバーンには外国人部隊のアルカーイダが混じっているし，グルブッディーン・ヘクマティヤール率いるヒズベ・イスラーミー（イスラム党・ヘクマティヤール派）などの武装勢力も，ソ連の侵攻による内戦時代と同様の活動を展開している。他には，晩年にモウルヴィー・ユーヌス・ハーリスが率い，ヌーリスターン州に本拠地を置くヘズブ・エ・イスラミ・ハーリス（イスラム党・ハーリス派）などが有力な武装勢力である。
クナル州の問題をいっそう複雑にしているのは，木材などの天然資源の密売や闇取り引きである。このような密貿易はパキスタンのトライバル・エリア（FATA）を舞台に行われ，同地域の森林の深刻な荒廃をもたらしている。
2021年のターリバーン復権以降、クナル州内からパキスタン・ターリバーン運動などの武装集団がパキスタンに出撃するようになった。パキスタン政府はアフガニスタン政府を非難するも状況は改善しなかった。
業を煮やしたパキスタンは2022年4月17日にクナル州とホースト州の国境沿いの集落を爆撃。両州合わせて47人以上が死亡した。

## 行政区分

クナール州の行政区分

1. en:Asadabad District - アサダーバード（英語版）
2. en:Bar Kunar District - en:Asmar
3. en:Chapa Dara District
4. en:Dangam District
5. en:Dara-I-Pech District
6. en:Ghaziabad District, Kunar
7. en:Khas Kunar District
8. en:Marawara District
9. en:Narang Aw Badil District
10. en:Nari District
11. en:Nurgal District
12. en:Chawkay District
13. en:Shaigal Aw Shiltan District
14. en:Sirkanay District
15. en:Watapur District

## 産業

### 農業
| 種類         | 生産量      | 順位 |
| ------------ | ----------- | ---- |
| 小麦         | 4万5000トン | 28位 |
| 米           | 2万1219トン | 8位  |
| とうもろこし | 1万3640トン | 10位 |
| 大麦         | 6300トン    | 28位 |
| 桃           | 9トン       | 29位 |
| ザクロ       | 5トン       | 21位 |

クナル州は米（34州中8位）やとうもろこし（34州中10位）の生産が全国的に見て上位にある。

## 住民
パシュトゥーン人が州内の大部分の人口を占めており，きわめて強い民族色が州内に保たれている。